# Chỉ dụ Versailles

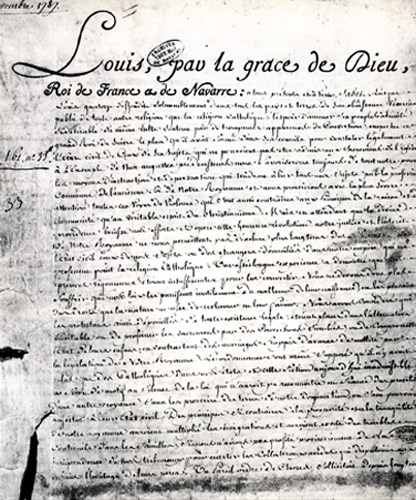
Chỉ dụ Versailles do Louis XVI ký năm 1787, Archives nationales de France

Chỉ dụ Versailles(tiếng Pháp: Édit de Versailles), còn được gọi là Sắc lệnh Khoan dung, là một đạo luật chính thức trao cho những người không theo Công giáo ở Vương quốc Pháp quyền được tiếp cận các quyền công dân mà trước đây họ bị chính phủ Pháp từ chối, bao gồm quyền kết hôn mà không cần phải cải sang đạo Công giáo, nhưng lại từ chối quyền chính trị và thờ cúng công khai. Sắc lệnh được Vua Louis XVI của Pháp ký vào ngày 7 tháng 11 năm 1787, và được thống nhất tại Nghị viện Paris trong Ancien Régime vào ngày 29 tháng 1 năm 1788. Việc ban hành thành công sắc lệnh này là nhờ các lập luận thuyết phục của các nhà triết học và học giả nổi tiếng của Pháp thời bấy giờ, bao gồm Anne Robert Jacques Turgot; Étienne François de Choiseul, Công tước xứ Choiseul, những nhà tư tưởng người Mỹ như Benjamin Franklin và đặc biệt là công trình chung của Guillaume-Chrétien de Lamoignon de Malesherbes, bộ trưởng của Vua Louis XVI, và Jean-Paul Rabaut Saint-Étienne, người phát ngôn của cộng đồng Tin Lành tại Pháp.
Vua Henri IV của Pháp đã trao cho người Huguenot một lượng lớn quyền tự do để họ thực hành đức tin khi ông công bố Chỉ dụ Nantes vào ngày 13 tháng 4 năm 1598. Những quyền đó đã bị Vua Louis XIV thu hồi trong Chỉ dụ Fontainebleau (ngày 18 tháng 10 năm 1685). Việc thực thi lệnh thu hồi được nới lỏng dưới thời Vua Louis XV, nhưng lệnh thu hồi vẫn là luật trong một thế kỷ sau đó.
Theo Chỉ dụ Versailles, Công giáo La Mã vẫn tiếp tục là quốc giáo của Vương quốc Pháp, nhưng những người sùng đạo không theo Công giáo được hưởng sự bảo trợ: những người Huguenot theo Thần học Calvin, Giáo hội Luther và Do Thái giáo. Xem xét sự thống trị lâu dài của quốc giáo, những hạn chế vẫn được áp dụng đối với những người không theo Công giáo trên khắp đất nước. Nhưng sẽ có một số ngoại lệ.
Ví dụ đáng chú ý nhất là hạn chế ở Metz, nơi các hành động của Nghị viện đã loại trừ rõ ràng một số quyền của người Do Thái trong phạm vi của mình, chẳng hạn như việc soạn thảo danh sách các khiếu nại, không giống như ở phần còn lại của Pháp.
Sắc lệnh Versailles không tuyên bố quyền tự do tôn giáo trên khắp nước Pháp, điều này chỉ có được sau Tuyên ngôn Nhân quyền và Dân quyền năm 1789, nhưng là một bước quan trọng trong việc xoa dịu căng thẳng tôn giáo và chính thức chấm dứt sự đàn áp tôn giáo ở Pháp.